# Maria Schweidler, die Bernsteinhexe

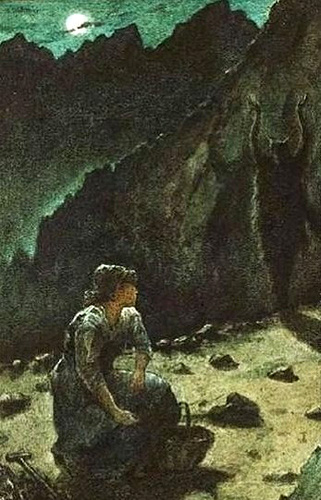
„The Apparition on the Streckelberg“ – Illustration von Philip Burne-Jones für die englische Ausgabe aus dem Jahr 1895

Maria Schweidler, die Bernsteinhexe gilt als der wichtigste Roman des deutschen Schriftstellers und Theologen Wilhelm Meinhold (1797–1851). Die im Jahr 1843 erstmals veröffentlichte Erzählung ist eine Verarbeitung von Meinholds Pfarrerstochter zu Coserow (1826) und versteht sich als zeithistorisch getreue Widerspiegelung der Verhältnisse im Dreißigjährigen Krieg. Meinhold gab zunächst vor, dem Buch liege ein Manuskriptfund aus dem 17. Jahrhundert zugrunde. Erst später wurden seine Verfasserschaft und der rein fiktionale Charakter des Werkes offenbar.

## Handlung
Das Brandschatzen der kaiserlichen Truppen während des Dreißigjährigen Kriegs bringt Leid und Elend über die Menschen auf der Insel Usedom. Der Koserower Pfarrer Abraham Schweidler und seine Tochter Maria versuchen die Not zu lindern, indem sie den von Maria im Streckelsberg gefundenen Bernstein verkaufen, und von dem Geld Brot für die hungernden Koserower erwerben. Maria wird vom Amtshauptmann Appelmann begehrt und bedrängt, die 15-Jährige weist ihn jedoch ab. Appelmann benutzt – um sie sich doch noch gefügig zu machen – daraufhin den für die Dorfbewohner unerklärlichen Geldbesitz Marias als Grund, sie der Hexerei zu bezichtigen, und unter den Ritualen der Hexenverfolgung Folter und Qualen erleiden zu lassen. Am 30. August 1630 wird sie auf den Scheiterhaufen geführt, doch Graf Rüdiger von Nienkerken befreit sie aus ihrer Not und nimmt sie zur Frau.

## Vorgeblicher Manuskriptfund
Im Vorwort der ersten Ausgabe der Bernsteinhexe von 1843 gab Meinhold vor, das Buch sei die überarbeitete Wiedergabe einer Chronik aus der Zeit des Dreißigjährigen Krieges, verfasst vom Vater der „Bernsteinhexe“, dem damaligen Koserower Pfarrer Abraham Schweidler. Meinhold, Pfarrer Schweidlers Amtsnachfolger, habe das schadhafte Manuskript nach 200 Jahren in der Koserower Kirche in einer Nische unter einem Chorgestühl entdeckt. Das Buch erschien mit dem Untertitel: Der interessanteste aller bisher bekannten Hexenprozesse, nach einer defekten Handschrift ihres Vaters, des Pfarrers Abraham Schweidler in Coserow auf Usedom.
Tatsächlich wurde der Roman zunächst als ein historisch korrektes Originaldokument aus dem 17. Jahrhundert aufgefasst. Als Meinhold schließlich seine eigene Urheberschaft einräumte, wurde dies zunächst von weiten Teilen der Öffentlichkeit angezweifelt. Friedrich Hebbel wies in einer Abhandlung nach, dass es sich zweifelsfrei um ein Kunstwerk aus der Fantasie eines Dichters handeln müsse. Hebbel kritisiert die „erkünstelte, zurechtgemachte Sprache“ der Bernsteinhexe, die „bloss notwendig für den Nebenzweck des Verfassers, für die beabsichtigte Täuschung“ gewesen sei, dem Werk sonst jedoch geschadet habe.

## Entstehungsgeschichte
Die Bernsteinhexe basiert auf der Erzählung Die Pfarrerstochter von Coserow, die Meinhold bereits im Jahr 1826 niederschrieb. Die Niederschrift dürfte ausgelöst sein durch die Lektüre des Koserower Kirchenbuches, das im Pfarrhaus aufbewahrt wurde. Einer seiner Amtsvorgänger hatte tatsächlich seine der Hexerei bezichtigte Tochter auf dem Scheiterhaufen verloren. Hinzu kamen umfangreiche Recherchen historischer Dokumente wie etwa Gerichtsprozessakten. Meinhold reichte die Erzählung beim Wiener Modenjournal ein, jedoch wurde der Abdruck unter Verweis auf die „lobende Beziehung der Novelle auf den schwedischen Protestanten Gustav Adolf“ von der katholischen Wiener Zensur untersagt.
Meinhold arbeitete die Erzählung nach intensiven Studien der heimatlichen Sprache im 15. Jahrhundert in den 1830er Jahren in eine Art autobiografische Schilderung (mit wörtlichen Reden in antiquisierender Sprache) um.
In den Jahren 1841 und 1842 veröffentlichte er Auszüge aus dem vorgeblichen Manuskriptfund in dem Periodikum Christoterpe. Preußenkönig Friedrich Wilhelm IV. wurde auf die angeblich 200 Jahre alte Quelle aufmerksam und forderte am 16. April 1842 das gesamte Manuskript an. Meinhold musste seinem König die eigene Urheberschaft einräumen. Der König selbst, der den Pfarrer seit seiner Zeit als Kronprinz persönlich kannte, veranlasste 1843 den Druck nebst täuschendem Vorwort.

## Rezeption
Das Buch war unter Meinholds Zeitgenossen sehr populär und wurde schnell ein Verkaufserfolg. Das Werk wird bis heute neu aufgelegt, wobei Meinholds teilweise schwer verständliche, altertümliche Sprache teilweise „verneudeutscht“ wird.
Auch im Ausland wurde die Bernsteinhexe rezipiert. Vor allem im viktorianischen England mit seinem Faible für Schauergeschichten fand das Buch großen Anklang und wurde gerade auch von Künstlern rezipiert. 1844 erschienen in Großbritannien gleich zwei Übersetzungen der Bernsteinhexe (The Amber Witch), eine von E. A. Friedlander und eine weitere von der Vertrauten und Freundin Heinrich Heines, Lady Duff-Gordon. Die Übersetzung von Lady Duff Gordon erlangte große Popularität und wurde immer wieder neu aufgelegt. 1895 erschien eine Luxusausgabe mit Illustrationen von Philip Burne-Jones. Die Amber Witch war einer der Lieblingsromane des jungen Oscar Wilde.
Bereits 1844 wurde die Bernsteinhexe vom Direktor des Wiener Burgtheaters Heinrich Laube dramatisiert. Die Uraufführung fand im Hamburger Schauspielhaus statt. Inszenierungen u. a. in Berlin folgten. 
1861 komponierte William Vincent Wallace eine auf dem Roman basierende Oper, die 1861 im Londoner Her Majesty’s Theatre uraufgeführt wurde.
Das Thema der Bernsteinhexe wurde im gleichnamigen Musiktitel der DDR-Rockband Transit verwendet. Dieses Lied wurde 2004 von der Band Mittelalter-Band Cultus Ferox gecovert.
Auf der Insel Usedom ist die Bernsteinhexe auch heute noch präsent. Jährliche Freilichtbühnen-Inszenierungen sind fester Bestandteil des Veranstaltungsprogramms.

### Ausgaben
- Maria Schweidler, die Bernsteinhexe, der interessanteste aller, bisher bekannten Hexenprocesse; nach einer defecten Handschrift ihres Vaters, des Pfarrers Abraham Schweidler in Coserow auf Usedom, herausgegeben von W. Meinhold, Doctor der Theologie und Pfarrer, Berlin. Verlag von Duncker und Humblot. 1843

Digitalisat des Exemplars der Harvard University
Digitalisat, Bayerische Staatsbibliothek
Digitalisat und Volltext im Deutschen Textarchiv im Deutschen Textarchiv
- Die Bernsteinhexe Maria Schweidler. Der interessanteste aller bekannten Hexenprozesse. Bohmeier Verlag, Leipzig 2005, ISBN 978-3-89094-418-0
- Maria Schweidler, die Bernsteinhexe. Neuausgabe Hofenberg, Berlin 2017, ISBN 978-3-7437-2012-1
- The Amber Witch, a romance by Wilhelm Meinhold, translated by Lady Duff Gordon, edited with an introduction by Joseph Jacobs and illustrated by Philip Burne-Jones. London, Published by David Nutt, in the Strand 1895

### Sekundärliteratur
- Heinrich Kleene: Wilh. Meinholds Bernsteinhexe und ihre dramatischen Bearbeitungen. Krefeld 1912 (Diss.)
- Rupprecht Leppla: Wilhelm Meinhold und die chronikalische Erzählung. (Germanische Studien, Heft 54). Berlin 1928
- Die Hexe von Coserow. Eine Novelle (um 1826), Hrsg. von Winfried Freund, Hinstorff Verlag, Rostock 2000, ISBN 3-356-00866-8
- Max Geissler: Die Bernsteinhexe. Schauspiel in 5 Aufzügen., Leipzig: Staackmann 1910
- Harry Vredeveld: Pia fraus. Anachronisms, Fake Latin, and Stolen Colors in Wilhelm Meinhold’s Maria Schweidler, die Bernsteinhexe. In: Monatshefte, University of Wisconsin Press, Volume 106, Number 2, Summer 2014, S. 200–212, doi:10.1353/mon.2014.0036

Andrea Rudolph: Mythos. Geschichte. Politische Gesellschaft. Kulturelle Überschreibungen Pommerns in Bildpoesien, „Bernsteinhexen“ und Reisewerken, Verlag J.H. Röll, Dettelbach bei Würzburg 2011, ISBN 978-3-89754-406-2